# Tobermory (Regno Unito)
Tobermory (in gaelico scozzese:  Tobar Mhoire) è una località costiera della Scozia nord-occidentale e centro principale dell'isola di Mull, isola sull'Oceano Atlantico appartenente all'arcipelago delle Ebridi Interne. Un tempo burgh della contea tradizionale di Argyll, conta una popolazione di circa 900 abitanti

## Etimologia
Il toponimo gaelico Tobar Mhoire (da cui: Tobermory) significa letteralmente "fonte (tobar) di Maria (Moire)" e fa riferimento ad un'antica fonte dedicata alla Vergine Maria

## Geografia fisica

### Collocazione

Veduta panoramica di Tobermory, nell'isola di Mull

Tobermory si trova nell'estremità nord-orientale dell'isola di Mull e si affaccia sul Sound of Mull, lo stretto che separa l'isola dalla terraferma. La cittadina è attraversata dal fiume omonimo.

## Società

### Evoluzione demografica
Al censimento del 2001, Tobermory contava una popolazione pari a 954 abitanti.
Nel 2001, contava invece 980 abitanti, mentre nel 1991 ne contava 926.

## Storia
Tobermory si sviluppò a partire dalla fine del XVIII secolo, quando John Knox, agente della British Fisheries Society, in visita sull'isola di Mull, decise di sfruttare il porto della località ad uso della società.
L'architettura cittadina fu così realizzata a partire dal 1788 su progetto di Thomas Telford.

## Leggende
Secondo una leggenda, nel 1588 sarebbe affondata di fronte alla località una delle navi dell'Invincibile Armata spagnola con un carico d'oro.

## Architettura

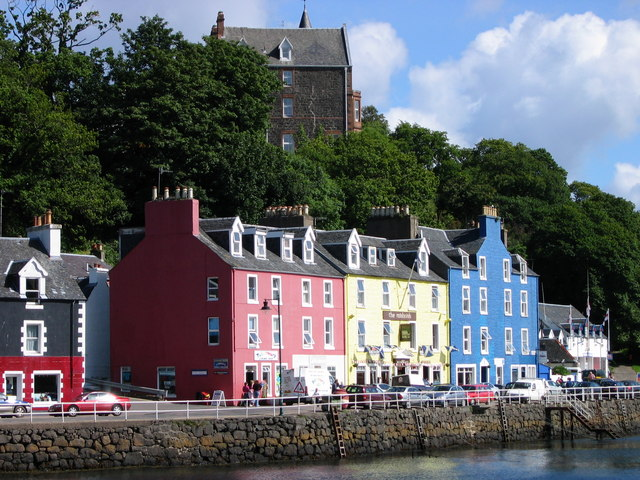
Gli edifici variopinti di Tobermory

L'architettura di Tobermory si caratterizza per la fila di edifici variopinti che si affacciano sul porto.

### Edifici e luoghi d'interesse

#### Mull Museum
Nella Main Street di Tobermory ha sede il Mull Museum, un museo dedicato alla storia e alla geologia dell'isola di Mull.

#### Tobermory Distillery

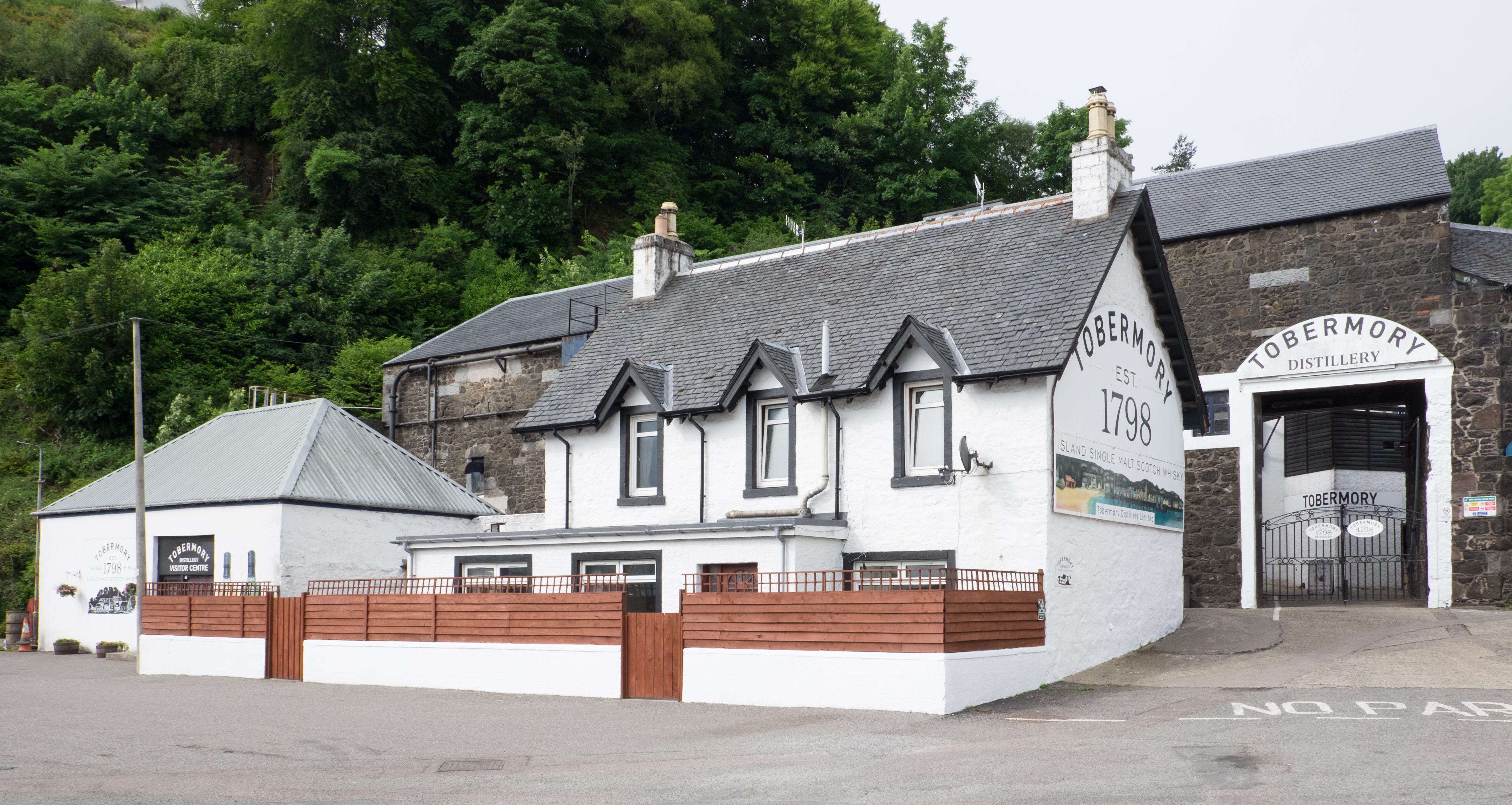
La Tobermory Distillery

Altro luogo d'interesse è la Tobermory Distillery, dove viene prodotto lo whisky Tobermory (non torbato), e lo whisky Ledaig (questo invece torbato), che fu fondata nel 1798 da John Sinclair come Ledaig Distillery.

## Infrastrutture e trasporti

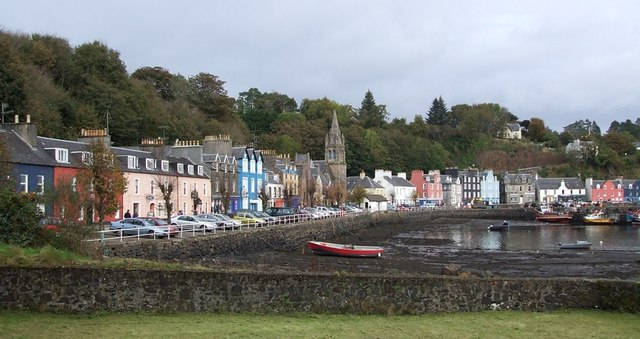
Il porto di Tobermory

Da Tobermory partono e giungono traghetti che collegano l'isola di Mull con la penisola di Adnamurchan e con Arinagour, nell'isola di Coll.

## Tobermory nella cultura di massa
Tobermory fu la location della serie televisiva per bambini Balamory, trasmessa dal 2002 al 2005 dalla BBC. La serie rese la località molto popolare e ne ha fatto diventare una sorta di meta di "pellegrinaggio".